# Ковалёвский сельский совет (Полтавский район)
Ковалевский сельский совет (укр. Ковалівська сільська рада) — входит в состав
Полтавского района
Полтавской области
Украины.
Административный центр сельского совета находится в 
с. Ковалевка
.

## Населённые пункты совета
- с. Ковалевка
- с. Андрушки
- с. Бочановка
- с. Верхолы
- с. Грабиновка
- с. Давыдовка
- с. Зализничное
- с. Затурино
- с. Ежаковка
- с. Макуховка
- с. Сосновка